# República Autónoma Socialista do Gorno-Altaisk
A RASS do Gorno-Altaisk abreviação de República Autónoma Socialista Soviética do Gorno-Altaisk foi uma república autónoma da União Soviética, integrada da RSFS da Rússia. Foi formada a 1 de Junho de 1922 como a Região Autónoma Oirate e tornou-se no Oblast Autónomo de Gorno-Altaisk a 7 de Janeiro de 1948. Foi elevada a República Autónoma Socialista Soviética a 25 de Outubro de 1990, e foi declarada República Socialista Soviética a 3 de Julho de 1991, embora não tenha sido reconhecida como tal. A capital era Gorno-Altaisk. A agricultura era a principal ocupação da maioria dos seus habitantes. Tal como a moderna República do Altai, a RASS de Gorno-Altaisk partilhou a sua fronteira com a República Popular da China.
A RSFS da Rússia e algumas outras repúblicas também continham subdivisões administrativas com fronteiras desenhadas de acordo com a nacionalidade ou a língua.

## História
Os bolcheviques tomaram o poder em 1917. De 1922 a 1947 o Gorno-Altai foi chamado Oblast Autónomo Oirate. Foi renomeado a Oblast Autónomo do Gorno-Altai em 1948, e foi renomeado outra vez  a República Autónoma Socialista Soviética em 1990. Foi renomeada a República de Gorno-Altai a 3 de Julho de 1991, e tornou-se na República do Altai a 31 de Março de 1992. É agora um sujeito federal da Federação Russa.
Quando a região tornou-se na Região Autónoma Oirate em 1922, a capital regional foi primeiramente chamada Ulala. Em 1928 Ulala foi renomeada a Oirot-Tura em 1932. Porém, em 1948 o Estado mudou o nome da região para Oblast Autónomo de Gorno-Altai. Com isto, Ulala foi de novo renomeada, esta vez para Gorno-Altaisk.

## Educação
A Universidade Estatal de Gorno-Altaisk foi fundada em 1949.

## Religião
Algumas pessoas Altai tinham-se convertido ao cristianismo, mas em 1904 uma nova religião, o burcanismo (a "fé branca"), penetrou na comunidade Altai. O burcanismo encorajou os sentimentos anti-russos e foi proibido por isso pelo Partido Comunista da União Soviética na década de 1930.

## Governo
O Secretário do Partido Comunista do Gorno-Altai foi Valery Chaptynov, o Secretário-Geral do Presidium do Soviete Supremo foi ele também e o Secretário Geral do Comitê Executivo foi Vladimir Petrov.